# Черкаська загальноосвітня школа № 15
Черкаська загальноосвітня школа І-ІІІ ступенів № 15 — загальноосвітній навчальний заклад у місті Черкаси.

## Історія

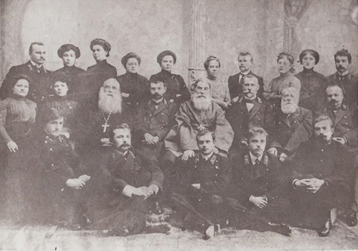
Перший педагогічний колектив

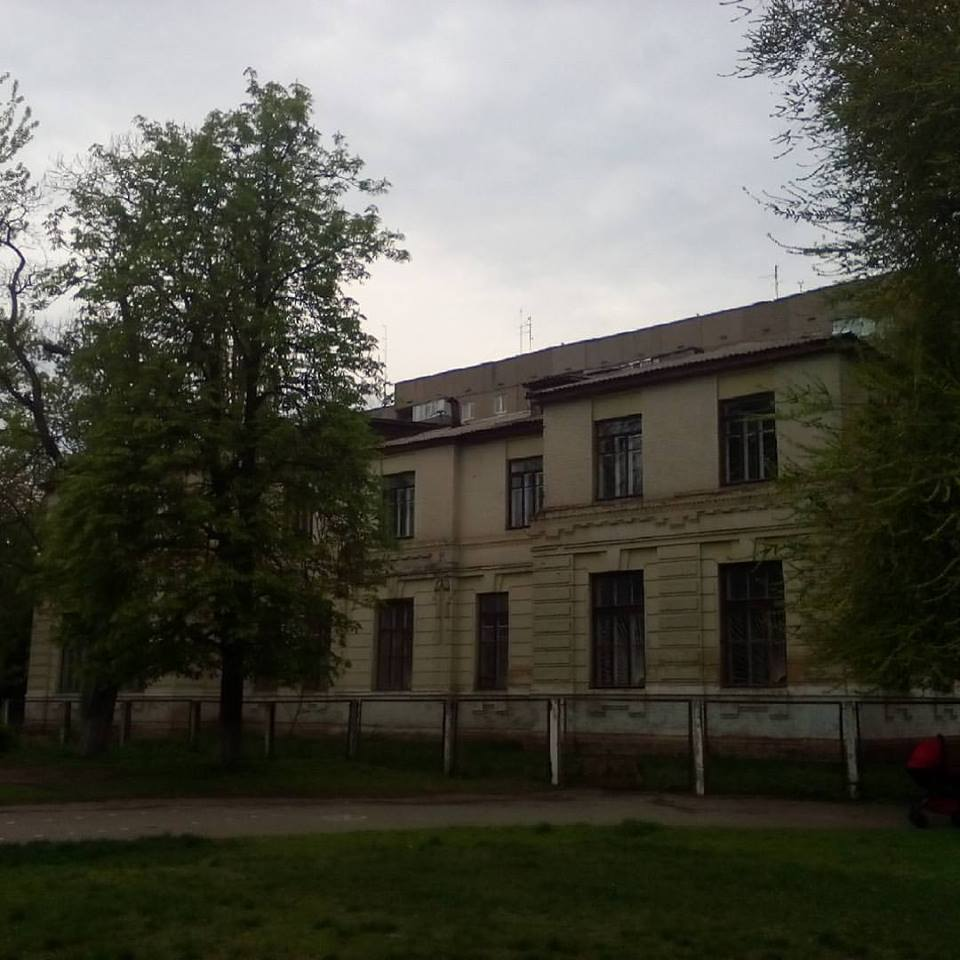
Стара будівля школи

Школа була відкрита 1906 року на вимогу страйкового комітету робітників цукрового-рафінадного заводу і спочатку називалась Черкаське 5-те міське парафіяльне училище. Будівля школи розташовувалась на місці колишнього старообрядницького жіночого монастиря і мала 4 класи, учительську, кабінет директора, капличку та побутове приміщення. Першим директором була Кумановська Євгенія Іванівна, учителями були Карпенко Ілля Євдокимович, Ніколаєва Інна Петрівна, Корсунська Валентина Давидівна, богословом був диякон Петро Хаврич, учителем гімнастики — штабс-капітан Іван Кулаков. На той час у школі навчалось 126 хлопців та 10 дівчат.
З 1920 року навчальний заклад стає єдиною трудовою семирічною школою № 9, директором призначено Кононенка Івана Карповича. 1934 року за допомоги батьків було збудовано 2 поверх. Під час Другої світової війни приміщення школи німці переобладнали під конюшню. Відбудована семирічна школа № 15 була лише 1949 року. Директором був призначений Янчук Антон Гнатович. Тоді 300 учнів навчали 18 учителів. 1955 року школа була перетворена у десятирічну. Першою золотою медалісткою стала Маклашина Тамара Олександрівна (до шлюбу Безугла), яка на сьогодні Заслужена лікарка України, переможниця конкурсу «Жінка року» (1995), авторка багатьох наукових робіт. 1966 року школа знову стала восьмирічною. 1980 року було збудоване нове приміщення, школа перетворена у середню загальноосвітню, де працювало вже 200 учителів і навчалось 2400 учнів.

## Директори
- 1906-1920 — Кумановська Євгенія Іванівна
- 1920-1949 — Кононенко Іван Карпович
- 1949—1957 — Янчук Антон Гнатович
- 1957—1974 — Єлісєєв Никанор Сергійович
- 1974—1986 — Пивоварова Любов Георгіївна
- 1986—1988 — Рейдало Сергій Павлович
- з 1988 — Жгир Анатолій Йосипович

## Структура
Педагогічний колектив складається із 69 учителів, з яких 42 мають вищу категорію, 19 — звання «учитель-методист», 16 — звання «старший учитель», 9 педагогів нагороджено знаком Відмінник освіти. У 2009-2013 роках тут працював поет Олексій Юрін.
2009 року відкрито музей історії школи.

## Випускники
Відомими випускниками школи є:
- Капкаєва Лілія Павлівна — Заслужений працівник культури України
- Шувалов (Мельник) Юрій Миколайович — художник, член Спілки архітекторів України
- Соколовський Володимир Євсейович — колишній міський голова Черкас
- Лисенко Вікторія Віталіївна — редактор і видавець журналу «Колесо життя»
- Катеринчук Микола Дмитрович — український політик, юрист
- Слинько Віталій Іванович — доктор фізико-математичних наук, лауреат Державної премії України в галузі науки і техніки (2008)
- Сухенко Ярослав — чемпіон світу із сучасної хореографії (2007, 2008), майстер спорту зі спортивної хореографії, семиразовий чемпіон України з танцювального спорту
- Шевченко Артем — кандидат у майстри спорту із греко-римської боротьби, чемпіон України (2015)
- Недобор Олександр — співак, поет, композитор, автор «Пісні про Черкаси» та гімну школи
- Озеран Ніна Іванівна — поетеса

У школі також навчалась Краснянська Ірина Василівна — чемпіонка світу зі спортивної гімнастики (2006).